# Ziduri
Ziduri è un comune della Romania di 4 730 abitanti, ubicato nel distretto di Buzău, nella regione storica della Muntenia.
Il comune è formato dall'unione di 6 villaggi: Costieni, Cuculeasa, Heliade Rădulescu, Lanuri, Ziduri, Zoița.